# Xylocopa perversa
Xylocopa perversa är en biart som beskrevs av Christian Rudolph Wilhelm Wiedemann 1824. Xylocopa perversa ingår i släktet snickarbin, och familjen långtungebin. Inga underarter finns listade i Catalogue of Life.